# Temporada 1912-1913 del FC Barcelona
Les dades més destacades de la temporada 1912-1913 del Futbol Club Barcelona són les següents:

## Fets destacats[3]
El FC Barcelona abandona la Federació Catalana i funda l'Associació Catalana de Clubs.
Victòria en el Campionat de Catalunya i també, per quart any consecutiu, a la Copa Pirineus. A la Federació Espanyola també es produeix una escissió i el club passa a formar part de la Unió Espanyola de Clubs de Futbol, que organitza el seu torneig de Copa. El guanya el Barcelona, superant a la final, en tres emocionants partits a la Reial Societat de Sant Sebastià, després d'empatar a dos i a zero en els dos primers partits, el Barcelona s'imposa per 2-1 en el tercer.
Gamper, fart de tants problemes federatius, deixa la presidència i el substitueix, des del 30 de juny de 1913, Francesc de Moxó i de Sentmenat.
Per primera vegada es va pensar en la figura d'un entrenador, algú que es dediqui exclusivament a la preparació i la direcció de l'equip. Després d'un intent frustrat amb l'anglès Mr. Barren (que només va durar quatre mesos per causa de la seva afició a la beguda) es fa càrrec de l'equip el jugador, també anglès, Jack Greenwell, a qui cal considerar com el primer entrenador de la història oficial del Barcelona. Estarà 10 anys al capdavant de l'equip i el portarà al triomf en sis Campionats de Catalunya i dos d'Espanya. Greenwell, també va entrenar a l'Espanyol i ho va fer campió de Catalunya i d'Espanya la temporada 1928-1929.
S'incorpora un dels millors jugadors de l'època: Paulino Alcantara, el jugador més jove (15 anys) que ha debutat amb el primer equip.

## Plantilla
Font:
| N.                            | Pos. | Nac. | Jugador              | Total | Total | C. Catalunya | C. Catalunya | C. Espanya | C. Espanya | C. Pirineus | C. Pirineus | Amistosos | Amistosos |
| N.                            | Pos. | Nac. | Jugador              | PJ    | Gols  | PJ           | Gols         | PJ         | Gols       | PJ          | Gols        | PJ        | Gols      |
| ----------------------------- | ---- | --- | -------------------- | ----- | ----- | ------------ | ------------ | ---------- | ---------- | ----------- | ----------- | --------- | --------- |
| —                             | POR  | [[Fitxer:Flag of Catalonia.svg\|23x15px\|border \|alt=Catalunya\|link=Selecció de futbol de Catalunya\|{{#if:\|]]                              | Lluís Renyé          | 31    | -8    | 0            | 0            | 3          | -3         | 3           | -5          | 25        | -         |
| —                             | POR  | [[Fitxer:Flag of Cuba.svg\|23x15px\|border \|alt=Cuba\|link=Selecció de futbol de Cuba\|{{#if:\|]]                                             | Llisard Peris III    | 9     | -4    | 2            | -4           | 0          | 0          | 0           | 0           | 7         | -         |
| —                             | POR  | [[Fitxer:Flag of Spain (1785–1873, 1875–1931).svg\|23x15px\|border \|alt=Espanya\|link=Selecció de futbol d'Espanya\|{{#if:\|]]                | Francisco Aramburo   | 13    | -2    | 1            | -2           | 0          | 0          | 0           | 0           | 12        | -         |
| —                             | POR  | [[Fitxer:Flag of Catalonia.svg\|23x15px\|border \|alt=Catalunya\|link=Selecció de futbol de Catalunya\|{{#if:\|]]                              | Antoni Robert        | 1     | -5    | 1            | -5           | 0          | 0          | 0           | 0           | 0         | 0         |
| —                             | DEF  | [[Fitxer:Flag of the Philippines.svg\|23x15px\|border \|alt=Filipines\|link=Selecció de futbol de les Filipines\|{{#if:\|]]                    | Manuel Amechazurra   | 34    | 1     | 3            | 0            | 3          | 0          | 3           | 0           | 25        | 1         |
| —                             | DEF  | [[Fitxer:Flag of Spain (1785–1873, 1875–1931).svg\|23x15px\|border \|alt=Espanya\|link=Selecció de futbol d'Espanya\|{{#if:\|]]                | José Irízar          | 34    | 0     | 1            | 0            | 3          | 0          | 2           | 0           | 28        | 0         |
| —                             | DEF  | [[Fitxer:Flag of the Valencian Community (2x3).svg\|23x15px\|border \|alt=País Valencià\|link=Selecció de futbol del País Valencià\|{{#if:\|]] | José Berrondo        | 14    | 0     | 0            | 0            | 1          | 0          | 1           | 0           | 12        | 0         |
| —                             | DEF  | [[Fitxer:Flag of Catalonia.svg\|23x15px\|border \|alt=Catalunya\|link=Selecció de futbol de Catalunya\|{{#if:\|]]                              | Arias                | 2     | 0     | 2            | 0            | 0          | 0          | 0           | 0           | 0         | 0         |
| —                             | DEF  | [[Fitxer:Flag of Catalonia.svg\|23x15px\|border \|alt=Catalunya\|link=Selecció de futbol de Catalunya\|{{#if:\|]]                              | Pere Molins          | 4     | 0     | 1            | 0            | 0          | 0          | 0           | 0           | 3         | 0         |
| —                             | MIG  | [[Fitxer:Flag of Catalonia.svg\|23x15px\|border \|alt=Catalunya\|link=Selecció de futbol de Catalunya\|{{#if:\|]]                              | Alfred Massana       | 41    | 12    | 4            | 5            | 3          | 0          | 3           | 1           | 31        | 6         |
| —                             | MIG  | [[Fitxer:Flag of Argentina.svg\|23x15px\|border \|alt=Argentina\|link=Selecció de futbol de l'Argentina\|{{#if:\|]]                            | Mariano Bori         | 15    | 0     | 4            | 0            | 3          | 0          | 1           | 0           | 7         | 0         |
| —                             | MIG  | [[Fitxer:Flag of Catalonia.svg\|23x15px\|border \|alt=Catalunya\|link=Selecció de futbol de Catalunya\|{{#if:\|]]                              | Manuel Castejón      | 8     | 0     | 1            | 0            | 3          | 0          | 0           | 0           | 4         | 0         |
| —                             | MIG  | [[Fitxer:Flag of the German Empire.svg\|23x15px\|border \|alt=Imperi Alemany\|link=Selecció de futbol d'Alemanya\|{{#if:\|]]                   | Walter Rositzky      | 26    | 1     | 0            | 0            | 0          | 0          | 3           | 0           | 23        | 1         |
| —                             | MIG  | [[Fitxer:Flag of England.svg\|23x15px\|border \|alt=Anglaterra\|link=Selecció de futbol d'Anglaterra\|{{#if:\|]]                               | Jack Greenwell       | 29    | 5     | 0            | 0            | 0          | 0          | 3           | 1           | 26        | 4         |
| —                             | DAV  | [[Fitxer:Flag of Catalonia.svg\|23x15px\|border \|alt=Catalunya\|link=Selecció de futbol de Catalunya\|{{#if:\|]]                              | Romà Forns           | 42    | 9     | 4            | 0            | 3          | 1          | 3           | 0           | 32        | 8         |
| —                             | DAV  | [[Fitxer:Flag of Spain (1785–1873, 1875–1931).svg\|23x15px\|border \|alt=Espanya\|link=Selecció de futbol d'Espanya\|{{#if:\|]]                | Apolinario Rodríguez | 28    | 21    | 3            | 7            | 3          | 2          | 2           | 2           | 20        | 10        |
| —                             | DAV  | [[Fitxer:Flag of Catalonia.svg\|23x15px\|border \|alt=Catalunya\|link=Selecció de futbol de Catalunya\|{{#if:\|]]                              | Enric Peris          | 43    | 4     | 4            | 0            | 3          | 0          | 2           | 0           | 34        | 4         |
| —                             | DAV  | [[Fitxer:Flag of Catalonia.svg\|23x15px\|border \|alt=Catalunya\|link=Selecció de futbol de Catalunya\|{{#if:\|]]                              | Miquel Oller         | 11    | 5     | 4            | 3            | 3          | 0          | 0           | 0           | 4         | 2         |
| —                             | DAV  | [[Fitxer:Flag of Catalonia.svg\|23x15px\|border \|alt=Catalunya\|link=Selecció de futbol de Catalunya\|{{#if:\|]]                              | José Berdié          | 14    | 16    | 2            | 6            | 2          | 1          | 1           | 3           | 9         | 6         |
| —                             | DAV  | [[Fitxer:Flag of Catalonia.svg\|23x15px\|border \|alt=Catalunya\|link=Selecció de futbol de Catalunya\|{{#if:\|]]                              | Ramon Castells       | 15    | 0     | 4            | 0            | 0          | 0          | 0           | 0           | 11        | 0         |
| —                             | DAV  | [[Fitxer:Flag of the Philippines.svg\|23x15px\|border \|alt=Filipines\|link=Selecció de futbol de les Filipines\|{{#if:\|]]                    | Paulino Alcántara    | 25    | 30    | 0            | 0            | 2          | 0          | 1           | 3           | 22        | 27        |
| —                             | DAV  | [[Fitxer:Flag of England.svg\|23x15px\|border \|alt=Anglaterra\|link=Selecció de futbol d'Anglaterra\|{{#if:\|]]                               | Frank Allack         | 27    | 25    | 0            | 0            | 0          | 0          | 3           | 2           | 24        | 23        |
| —                             | DAV  | [[Fitxer:Flag of Scotland.svg\|23x15px\|border \|alt=Escòcia\|link=Selecció de futbol d'Escòcia\|{{#if:\|]]                                    | Alexander Steel      | 29    | 37    | 0            | 0            | 0          | 0          | 2           | 3           | 27        | 34        |
| —                             | DAV  | [[Fitxer:Flag of Switzerland.svg\|23x16px\|border \|alt=Suïssa\|link=Selecció de futbol de Suïssa\|{{#if:\|]]                                  | Hans Gamper          | 1     | 1     | 1            | 1            | 0          | 0          | 0           | 0           | 0         | 0         |
| Equip reserva                 |      | |                      |       |       |              |              |            |            |             |             |           |           |
| —                             | POR  | [[Fitxer:Flag of Catalonia.svg\|23x15px\|border \|alt=Catalunya\|link=Selecció de futbol de Catalunya\|{{#if:\|]]                              | Sabaté               | 1     | 0     | 0            | 0            | 0          | 0          | 0           | 0           | 1         | 0         |
| —                             | POR  | [[Fitxer:Flag of Catalonia.svg\|23x15px\|border \|alt=Catalunya\|link=Selecció de futbol de Catalunya\|{{#if:\|]]                              | Brosa                | 1     | 0     | 0            | 0            | 0          | 0          | 0           | 0           | 1         | 0         |
| —                             | POR  | [[Fitxer:Flag of Spain.svg\|23x15px\|border \|alt=Espanya\|link=Selecció de futbol d'Espanya\|{{#if:\|]]                                       | Rodríguez            | 1     | 0     | 0            | 0            | 0          | 0          | 0           | 0           | 1         | 0         |
| —                             | POR  | [[Fitxer:Flag of Spain.svg\|23x15px\|border \|alt=Espanya\|link=Selecció de futbol d'Espanya\|{{#if:\|]]                                       | Gutiérrez            | 2     | 0     | 0            | 0            | 0          | 0          | 0           | 0           | 2         | 0         |
| —                             | DEF  | [[Fitxer:Flag of Catalonia.svg\|23x15px\|border \|alt=Catalunya\|link=Selecció de futbol de Catalunya\|{{#if:\|]]                              | Joan Barba           | 12    | 0     | 0            | 0            | 0          | 0          | 0           | 0           | 12        | 0         |
| —                             | DEF  | [[Fitxer:Flag of Catalonia.svg\|23x15px\|border \|alt=Catalunya\|link=Selecció de futbol de Catalunya\|{{#if:\|]]                              | Lluís Tudó           | 15    | 0     | 0            | 0            | 0          | 0          | 0           | 0           | 15        | 0         |
| —                             | DEF  | [[Fitxer:Flag of Switzerland.svg\|23x16px\|border \|alt=Suïssa\|link=Selecció de futbol de Suïssa\|{{#if:\|]]                                  | Brussendorf          | 2     | 0     | 0            | 0            | 0          | 0          | 0           | 0           | 2         | 0         |
| —                             | DEF  | [[Fitxer:Flag of Spain.svg\|23x15px\|border \|alt=Espanya\|link=Selecció de futbol d'Espanya\|{{#if:\|]]                                       | Guzmán               | 1     | 0     | 0            | 0            | 0          | 0          | 0           | 0           | 1         | 0         |
| —                             | MIG  | [[Fitxer:Flag of Catalonia.svg\|23x15px\|border \|alt=Catalunya\|link=Selecció de futbol de Catalunya\|{{#if:\|]]                              | Josep Costa          | 9     | 1     | 0            | 0            | 0          | 0          | 0           | 0           | 9         | 1         |
| —                             | MIG  | [[Fitxer:Flag of Catalonia.svg\|23x15px\|border \|alt=Catalunya\|link=Selecció de futbol de Catalunya\|{{#if:\|]]                              | Manuel Lemmel        | 3     | 0     | 0            | 0            | 0          | 0          | 0           | 0           | 3         | 0         |
| —                             | MIG  | [[Fitxer:Flag of Catalonia.svg\|23x15px\|border \|alt=Catalunya\|link=Selecció de futbol de Catalunya\|{{#if:\|]]                              | Joan Sans            | 16    | 0     | 0            | 0            | 0          | 0          | 0           | 0           | 16        | 0         |
| —                             | MIG  | [[Fitxer:Flag of Catalonia.svg\|23x15px\|border \|alt=Catalunya\|link=Selecció de futbol de Catalunya\|{{#if:\|]]                              | Eugeni Terré         | 11    | 0     | 0            | 0            | 0          | 0          | 0           | 0           | 11        | 0         |
| —                             | MIG  | [[Fitxer:Flag of the Philippines.svg\|23x15px\|border \|alt=Filipines\|link=Selecció de futbol de les Filipines\|{{#if:\|]]                    | Fernando Alcántara   | 10    | 0     | 0            | 0            | 0          | 0          | 0           | 0           | 10        | 0         |
| —                             | MIG  | [[Fitxer:Flag of Catalonia.svg\|23x15px\|border \|alt=Catalunya\|link=Selecció de futbol de Catalunya\|{{#if:\|]]                              | Tomàs Vela           | 5     | 0     | 0            | 0            | 0          | 0          | 0           | 0           | 5         | 0         |
| —                             | MIG  | [[Fitxer:Flag of Spain (1785–1873, 1875–1931).svg\|23x15px\|border \|alt=Espanya\|link=Selecció de futbol d'Espanya\|{{#if:\|]]                | Marcos               | 3     | 0     | 0            | 0            | 0          | 0          | 0           | 0           | 3         | 0         |
| —                             | MIG  | [[Fitxer:Flag of Catalonia.svg\|23x15px\|border \|alt=Catalunya\|link=Selecció de futbol de Catalunya\|{{#if:\|]]                              | Zanuy                | 2     | 0     | 0            | 0            | 0          | 0          | 0           | 0           | 2         | 0         |
| —                             | DAV  | [[Fitxer:Flag of Spain.svg\|23x15px\|border \|alt=Espanya\|link=Selecció de futbol d'Espanya\|{{#if:\|]]                                       | Martínez             | 15    | 10    | 0            | 0            | 0          | 0          | 0           | 0           | 15        | 10        |
| —                             | DAV  | [[Fitxer:Flag of Catalonia.svg\|23x15px\|border \|alt=Catalunya\|link=Selecció de futbol de Catalunya\|{{#if:\|]]                              | Domènec Espelta      | 14    | 2     | 0            | 0            | 0          | 0          | 0           | 0           | 14        | 2         |
| —                             | DAV  | [[Fitxer:Flag of Spain (1785–1873, 1875–1931).svg\|23x15px\|border \|alt=Espanya\|link=Selecció de futbol d'Espanya\|{{#if:\|]]                | José Rodríguez       | 8     | 5     | 0            | 0            | 0          | 0          | 0           | 0           | 8         | 5         |
| —                             | DAV  | [[Fitxer:Flag placeholder.svg\|23x15px\| \|alt=\|link=Selecció de futbol\|{{#if:\|]]                                                           | J.E. Smith           | 3     | 2     | 0            | 0            | 0          | 0          | 0           | 0           | 3         | 2         |
| —                             | DAV  | [[Fitxer:Flag of Catalonia.svg\|23x15px\|border \|alt=Catalunya\|link=Selecció de futbol de Catalunya\|{{#if:\|]]                              | Emili Renyé          | 2     | 0     | 0            | 0            | 0          | 0          | 0           | 0           | 2         | 0         |
| —                             | DAV  | [[Fitxer:Flag of Catalonia.svg\|23x15px\|border \|alt=Catalunya\|link=Selecció de futbol de Catalunya\|{{#if:\|]]                              | Joan Llonch          | 1     | 0     | 0            | 0            | 0          | 0          | 0           | 0           | 1         | 0         |
| —                             | DAV  | [[Fitxer:Flag of Catalonia.svg\|23x15px\|border \|alt=Catalunya\|link=Selecció de futbol de Catalunya\|{{#if:\|]]                              | Ramon Guasch         | 1     | 0     | 0            | 0            | 0          | 0          | 0           | 0           | 1         | 0         |
| —                             | DAV  | [[Fitxer:Flag of Catalonia.svg\|23x15px\|border \|alt=Catalunya\|link=Selecció de futbol de Catalunya\|{{#if:\|]]                              | Longàs               | 1     | 1     | 0            | 0            | 0          | 0          | 0           | 0           | 1         | 1         |
| —                             | DAV  | [[Fitxer:Flag of Catalonia.svg\|23x15px\|border \|alt=Catalunya\|link=Selecció de futbol de Catalunya\|{{#if:\|]]                              | Brugués              | 1     | 0     | 0            | 0            | 0          | 0          | 0           | 0           | 1         | 0         |
| —                             | DAV  | [[Fitxer:Flag of Catalonia.svg\|23x15px\|border \|alt=Catalunya\|link=Selecció de futbol de Catalunya\|{{#if:\|]]                              | Camps                | 1     | 0     | 0            | 0            | 0          | 0          | 0           | 0           | 1         | 0         |
| —                             | DAV  | [[Fitxer:Flag of Catalonia.svg\|23x15px\|border \|alt=Catalunya\|link=Selecció de futbol de Catalunya\|{{#if:\|]]                              | Bach                 | 1     | 0     | 0            | 0            | 0          | 0          | 0           | 0           | 1         | 0         |
| —                             | DAV  | [[Fitxer:Flag of Catalonia.svg\|23x15px\|border \|alt=Catalunya\|link=Selecció de futbol de Catalunya\|{{#if:\|]]                              | Puig                 | 1     | 0     | 0            | 0            | 0          | 0          | 0           | 0           | 1         | 0         |
| Jugadors convidats o puntuals |      | |                      |       |       |              |              |            |            |             |             |           |           |
| —                             | DEF  | [[Fitxer:Flag of Catalonia.svg\|23x15px\|border \|alt=Catalunya\|link=Selecció de futbol de Catalunya\|{{#if:\|]]                              | Francesc Armet Pakan | 10    | 0     | 0            | 0            | 0          | 0          | 0           | 0           | 10        | 0         |
| —                             | DEF  | [[Fitxer:Flag of Catalonia.svg\|23x15px\|border \|alt=Catalunya\|link=Selecció de futbol de Catalunya\|{{#if:\|]]                              | Enric Lorca          | 6     | 0     | 0            | 0            | 0          | 0          | 0           | 0           | 6         | 0         |
| —                             | DEF  | [[Fitxer:Flag of Catalonia.svg\|23x15px\|border \|alt=Catalunya\|link=Selecció de futbol de Catalunya\|{{#if:\|]]                              | Francesc Bru         | 1     | 0     | 0            | 0            | 0          | 0          | 0           | 0           | 1         | 0         |
| —                             | MIG  | [[Fitxer:Flag of Catalonia.svg\|23x15px\|border \|alt=Catalunya\|link=Selecció de futbol de Catalunya\|{{#if:\|]]                              | Andreu Ponsà         | 5     | 0     | 0            | 0            | 0          | 0          | 0           | 0           | 5         | 0         |
| —                             | MIG  | [[Fitxer:Flag of Catalonia.svg\|23x15px\|border \|alt=Catalunya\|link=Selecció de futbol de Catalunya\|{{#if:\|]]                              | Fèlix de Pomés       | 5     | 0     | 0            | 0            | 0          | 0          | 0           | 0           | 5         | 0         |
| —                             | MIG  | [[Fitxer:Flag of Catalonia.svg\|23x15px\|border \|alt=Catalunya\|link=Selecció de futbol de Catalunya\|{{#if:\|]]                              | Carles Duval         | 3     | 0     | 0            | 0            | 0          | 0          | 0           | 0           | 3         | 0         |
| —                             | DAV  | [[Fitxer:Flag of Catalonia.svg\|23x15px\|border \|alt=Catalunya\|link=Selecció de futbol de Catalunya\|{{#if:\|]]                              | Jordi Armet Koki     | 2     | 1     | 0            | 0            | 0          | 0          | 0           | 0           | 2         | 1         |
| —                             | DAV  | [[Fitxer:Flag of Spain (1785–1873, 1875–1931).svg\|23x15px\|border \|alt=Espanya\|link=Selecció de futbol d'Espanya\|{{#if:\|]]                | Antonio Morales      | 2     | 0     | 0            | 0            | 0          | 0          | 0           | 0           | 2         | 0         |

1. ↑  Sense incloure 4 gols de la quarta jornada contra el Barcelona "B", ni 2 gols de la cinquena jornada contra el Barcelona "C" per falta de fonts. En la crònica del partit contra el Barcelona "B" només apareixen 10 jugadors.
2. ↑  Inclou la Copa Espanya (RUEC).
3. ↑  S'inclouen els jugadors del club que no van disputar parits oficials durant la temporada.
4. ↑  Durant el Campionat de Catalunya va ser jugador de l'Universitari.
5. 1 2 3  Era jugador de l'Espanyol.
6. 1 2 3  Era jugador del Casual SC.
7. ↑  Era jugador del Català FC.
8. ↑  Era jugador de l'Universitari.

## Competicions
| Competició         | Pos. | PJ | PG | PE | PP | GF | GC | Campió       |
| ------------------ | ---- | -- | -- | -- | -- | -- | -- | ------------ |
| C. de Catalunya    | 1r   | 3  | 3  | 0  | 1  | 26 | 11 | FC Barcelona |
| C. d'Espanya       | C    | 3  | 1  | 2  | 0  | 4  | 3  | FC Barcelona |
| Copa dels Pirineus | C    | 3  | 2  | 0  | 1  | 15 | 5  | FC Barcelona |

## Resultats
| Amistosos |

| 14 agost 1912 | CE Sabadell FC | 2 - 8 | FC Barcelona                          | Sabadell           |  |
|               |                |       | A.Massana · Steel · Forns · Alcántara | Torres Ullastres · |  |

| 15 agost 1912 | CF Badalona | 2 - 7 | FC Barcelona | Badalona |  |
|               |             |       |              |          |  |

| 30 agost 1912 | Universitary SC | 5 - 2 | FC Barcelona | Manresa |  |
|               |                 |       |              |         |  |

| 29 setembre 1912 | FC Barcelona                          | 4 - 2 | FC Espanya | Tarragona          |  |
|                  | A.Massana · Steel · Peris · Rodriguez |       |            | Velodrom · Soler · |  |

| 6 octubre 1912 | FC Barcelona      | 3 - 3 | FC Espanya | Barcelona          |  |
|                | Steel · Rodriguez |       |            | Sarria · Beltran · |  |

| 13 octubre 1912 | FC Barcelona           | 3 - 0 | FC Espanya | Barcelona             |  |
|                 | Steel · Forns · Allack |       |            | Industria · Alemany · |  |

| 20 octubre 1912 | FC Barcelona                           | 5 - 2 | Universitary SC | Barcelona            |  |
|                 | Allack · Steel · A.Massana · Rodriguez |       |                 | Industria · Allack · |  |

| 1 novembre 1912 | FC Barcelona               | 4 - 1 | Reial Societat | Barcelona              |  |
|                 | Allack · Steel · Rodriguez |       |                | Industria · Hamilton · |  |

| 3 novembre 1912 | FC Barcelona              | 4 - 0 | Reial Societat | Barcelona            |  |
|                 | Forns · Steel · Rodriguez |       |                | Industria · Varela · |  |

| 10 novembre 1912 | FC Barcelona   | 3 - 1 | Casual SC | Barcelona              |  |
|                  | Allack · Steel |       |           | Industria · Hamilton · |  |

| 17 novembre 1912 | FC Barcelona                        | 3 - 0 | Reial Polo Jockey Club | Barcelona               |  |
|                  | Apolinario · Forns · equip contrari |       |                        | Industria · Rodriguez · |  |

| 24 novembre 1912 | FC Català | 2 - 12 | FC Barcelona                           | Barcelona         |  |
|                  |           |        | Steel · Alcántara · Forns · Apolinario | Catala · Barren · |  |

| 1 desembre 1912 | FC Barcelona               | 4 - 1 | FC Català | Barcelona            |  |
|                 | Forns · Allack · Alcántara |       |           | Industria · Barren · |  |

| 15 desembre 1912 | FC Barcelona                           | 7 - 2 | Hispania Valencia | Barcelona           |  |
|                  | Steel · Allack · Apolinario · Rositzky |       |                   | Industria · Lorca · |  |

| 16 desembre 1912 | FC Barcelona                            | 9 - 0 | Hispania Valencia | Barcelona              |  |
|                  | Steel · Amechazurra · Costa · Greenwell |       |                   | Industria · Zamorano · |  |

| 25 desembre 1912 | FC Barcelona                | 3 - 3 | Auckland Wanderers | Barcelona              |  |
|                  | Steel · Apolinario · Allack |       |                    | Industria · Hamilton · |  |

| 26 desembre 1912 | FC Barcelona | 0 - 4 | Auckland Wanderers | Barcelona            |  |
|                  |              |       |                    | Industria · Glauck · |  |

| 29 desembre 1912 | FC Barcelona | 2 - 0 | Auckland Wanderers | Barcelona              |  |
|                  | Steel        |       |                    | Industria · Hamilton · |  |

| 5 gener 1913 | FC Barcelona | 0 - 3 | Selecció Guipuscoana | Barcelona           |  |
|              |              |       |                      | Industria · Mensa · |  |

| 6 gener 1913 | FC Barcelona   | 2 - 1 | Selecció Guipuscoana | Barcelona              |  |
|              | Steel · Allack |       |                      | Industria · Hamilton · |  |

| 20 abril 1913 | FC Barcelona | 2 - 4 | Crook Town A.F.C. | Barcelona              |  |
|               | Smith        |       |                   | Industria · Hamilton · |  |

| 24 abril 1913 | FC Barcelona | 1 - 1 | Crook Town A.F.C. | Barcelona                      |  |
|               | Alcántara    |       |                   | Industria · Torres Ullastres · |  |

| 27 abril 1913 | FC Barcelona       | 2 - 2 | Crook Town A.F.C. | Barcelona              |  |
|               | Apolinario · Peris |       |                   | Industria · Hamilton · |  |

| 1 maig 1913 | FC Barcelona                          | 7 - 2 | Selecció Llevantina | Barcelona             |  |
|             | Alcántara · Martinez · equip contrari |       |                     | Industria · Sabaris · |  |

| 1 maig 1913 | Deportivo Bilbao | 1 - 4 | FC Barcelona | Bilbao      |  |
|             |                  |       |              | Deportivo · |  |

| 4 maig 1913 | FC Barcelona | 1 - 0 | Selecció Llevantina | Barcelona             |  |
|             | Llongas      |       |                     | Industria · Sabaris · |  |

| 11 maig 1913 | FC Barcelona        | 2 - 2 | Fussballclub Zürich | Barcelona              |  |
|              | Apolinario · Allack |       |                     | Industria · Hamilton · |  |

| 12 maig 1913 | FC Barcelona       | 2 - 2 | Fussballclub Zürich | Barcelona              |  |
|              | Apolinario · Peris |       |                     | Industria · Hamilton · |  |

| 19 maig 1913 | FC Barcelona | 0 - 5 | Daring Brussel·les | Barcelona           |  |
|              |              |       |                    | Industria · Mensa · |  |

| 20 maig 1913 | FC Barcelona | 1 - 3 | Daring Brussel·les | Barcelona              |  |
|              | Steel        |       |                    | Industria · Hamilton · |  |

| 24 juny 1913 | FC Barcelona        | 3 - 1 | CF Badalona | Barcelona                      |  |
|              | Allack · Apolinario |       |             | Industria · Torres Ullastres · |  |

| 24 juny 1913 | Palamós CF | 2 - 5 | FC Barcelona | Palamós |  |
|              |            |       |              |         |  |

| 25 juny 1913 | Palamós CF | 1 - 5 | FC Barcelona | Palamós |  |
|              |            |       |              |         |  |

| Campionat de Catalunya (FAC) |

| 26 gener 1913 | FC Barcelona                            | 10 - 1 | Català SC | Barcelona          |  |
| Jornada 1     | Apolinario · Berdié · Oller · A.Massana |        | Sabater   | Torres Ullastres · |  |

| 9 febrer 1913 | FC Barcelona                    | 6 - 2 | FC Badalona | Barcelona                                 |  |
| Jornada 3     | Berdié · Apolinario · A.Massana |       | Gol · Gol   | Camp del carrer Indústria · Amechazurra · |  |

| 16 febrer 1913  | FC Barcelona          | 4 - 5 | FC Barcelona "B"            | Barcelona                            |  |
| 15:30 Jornada 4 | Gol · Gol · Gol · Gol |       | Gol · Gol · Gol · Gol · Gol | Camp del carrer Indústria · Berdié · |  |

| 23 febrer 1913 | FC Barcelona                              | 6 - 3 | FC Barcelona "C" | Barcelona                                     |  |
| Jornada 5      | Gamper · Oller · Apolinario · A.Massana · |       | Costa ·          | Camp del carrer Indústria · Peris de Vargas · |  |

- La jornada 2 es va jugar el partit contra l'Avenç, suspès per motius climatològics als 20 minuts quan anaven 0-0.
- El campionat no es va acabar i es va donar com a guanyador al Barcelona.

| Campionat d'Espanya (RUEC) |

| 16 març 1913  | FC Barcelona       | 2 - 2 | Reial Societat         | Barcelona                            |  |
| Primer partit | Forns · Apolinario |       | Arrillaga · Artola 89' | Camp del carrer Indústria · Angoso · |  |

| 17 març 1913 | FC Barcelona | 0 - 0 | Reial Societat | Barcelona                            |  |
| Segon partit |              |       |                | Camp del carrer Indústria · Angoso · |  |

| 23 març 1913       | FC Barcelona        | 2 - 1 | Reial Societat | Barcelona                            |  |
| Partit de desempat | Berdié · Apolinario |       | Rezola         | Camp del carrer Indústria · Angoso · |  |

| Copa dels Pirineus |

| 30 març 1913    | FC Barcelona                | 7 - 0 | Casual SC | Barcelona                           |  |
| Quarts de final | Steel · Allack · Apolinario |       |           | Camp del carrer Indústria · Nandy · |  |

| 6 abril 1913     | FC Barcelona | 1 - 3 | RCD Espanyol                             | Barcelona                           |  |
| 15:55 Semifinals | Greenwell    |       | Darley · Amechazurra (p.p.) · A. Morales | Camp del carrer Indústria · Nandy · |  |

| 8 juny 1913 | FC Barcelona                                      | 7 - 2 | Cométe et Simot            | Barcelona                           |  |
| 16:30 Final | Berdié 10' · Alcántara · Forns · Allack · Massana |       | Sandoval · Berrondo (p.p.) | Camp del carrer Indústria · Nandy · |  |

- L'Espanyol fou desqualificat i el Barcelona es va classificar per a la final.

| Copa Espanya (RUEC) |

| 1 juny 1913 | FC Barcelona               | 5 - 1 | FC Català | Barcelona                      |  |
|             | Berdié · Oller · Alcántara |       |           | Industria · Torres Ullastres · |  |

| 15 juny 1913 | FC Català | 1 - 11 | FC Barcelona                                        | Barcelona           |  |
|              |           |        | A.Massana · Alcántara · Forns · Berdié · Apolinario | Catala · Hamilton · |  |

- Indicat freqüent i erròniament com un classificatori del Campionat d'Espanya 1913,[n 1] va ser un concurs paral·lel organitzat per la RUEC perquè els jugadors estrangers poguessin disputar partits, circumstància no permesa en el Campionat d'Espanya.